# 39-й Венецианский кинофестиваль
39-й Венецианский международный кинофестиваль проходил в Венеции, Италия, с 28 августа по 8 сентября 1982 года.

## Жюри
- Марсель Карне (председатель жюри, Франция),
- Луис Гарсия Берланга (Испания),
- Марио Моничелли (Италия),
- Джилло Понтекорво (Италия),
- Валерио Дзурлини (Италия),
- Сатьяджит Рей (Индия),
- Андрей Тарковский (СССР).

## Фильмы конкурсной программы
- Египетский рассказ, фильм Юсеф Шахин
- Выгодная партия, фильм Эрик Ромер
- Старший брат, фильм Франсис Жиро
- Мы ожидаем счастья!, фильм Колин Серро
- Форель, фильм Джозеф Лоузи
- Контракт рисовальщика, фильм Питер Гринуэй
- Честный солдат, фильм Франко Брузати
- В самое сердце, фильм Джанни Амелио
- Грог, фильм Франческо Лаудадио
- Глаза, рот, фильм Марко Беллоккьо
- Шопен, фильм Лучано Одоризи
- Вкус воды, фильм Орлоу Сенке
- Беспокойство, фильм Лотар Варнеке
- Императив, фильм Кшиштоф Занусси
- Керель, фильм Райнер Вернер Фассбиндер
- Положение вещей, фильм Вим Вендерс
- Я нахожусь в кризисе, фильм Фернандо Коломо
- Полёт Орла, фильм Ян Труэль
- Герника, фильм Ференц Коша
- Агония, фильм Элем Климов
- Частная жизнь, фильм Юлий Райзман
- Голос, фильм Илья Авербах
- Бегущий по лезвию, фильм Ридли Скотт
- Комедия секса в летнюю ночь, фильм Вуди Аллен
- Буря, фильм Пол Мазурски
- Hero, фильм Барни Платтс-Миллс
- To phragma, фильм Димитрис Макрис
- Gryhayudda, фильм Буддхадев Дасгупта
- Il pianeta azzurro, фильм Франко Пьяволи
- A estrangeira, фильм Жуан Марио Грило
- Letzte fünf Tage, фильм Перси Адлон

## Награды
- Золотой лев: Положение вещей, режиссёр Вим Вендерс
- Специальный приз жюри: Императив, режиссёр Кшиштоф Занусси
- Приз ФИПРЕССИ: 
  - Агония, режиссёр Элем Климов
  - Положение вещей, режиссёр Вим Вендерс
- Золотой лев за вклад в мировой кинематограф:
  - Алессандро Блазетти,
  - Луис Бунюэль,
  - Фрэнк Капра,
  - Джордж Кьюкор,
  - Жан-Люк Годар,
  - Александр Клюге,
  - Акира Куросава,
  - Майкл Пауэлл,
  - Сатьяджит Рей,
  - Кинг Видор,
  - Сергей Юткевич,
  - Чезаре Дзаваттини
- Специальный приз жюри Михаилу Ульянову за исполнение главной роли в фильме Юлия Райзмана «Частная жизнь»